# (86) Sémélé
Pour les articles homonymes, voir Sémélé (homonymie).
(86) Sémélé (désignation internationale (86) Semele) est un astéroïde de la ceinture principale découvert par Friedrich Tietjen le 4 janvier 1866. Il fut nommé après Sémélé en mythologie grecque.

## Compléments